# Азімілк
Азімілк, Адземілк — тірський цар в другій половині IV століття до н. е., за правління якого Тір було зруйновано військом правителя Македонії Александра Великого.

## Життєпис
Коли після битви при Іссі Александру Македонському підкорився Сидон, він попрямував до Тіру, в дорозі його зустріли тірські посли, явно послані Азімілком (і «всім містом»). Вони пообіцяли македонському правителю, що тірійци зроблять все, що накаже Александр. Він подякував місту і послам (це були шляхетні тірійци, і серед них був син тірійского царя; сам цар Адземілк відплив разом з Автофрадатом) і попросив їх, повернувшись, сказати тірійцям, що він хоче увійти в місто і принести жертву Мелькарту (Гераклу). Однак, тірійци відмовилися впустити Александра і почалася війна.
Облога Тіра (січень-липень 332 до н. е.) — Семимісячна облога та штурм Александром Тіра — є не тільки однією з найяскравіших перемог в послужному списку Александра, але та увійшла до анналів світової військової історії.
Цар Азімілк воював на боці персів, а тірський флотилія була одна з найчисленніших в Середземному морі. Місто захищали 8 000-9 000 осіб, громадян Тіра.
Згідно Юстину (11.10), Курцію (4.3.19) та Діодору (17.41), тірійци вивезли в Карфаген небоєздатне населення, хоча велика частина жінок і дітей залишилася в місті. Тірійци розраховували на свій флот, неприступність острова і допомогу Карфагена.
Юлій Циркін пише, що «Тірський цар Азімілк під час облоги Тіра македонянами повернувся в місто і залишався там під час всієї облоги».
Александру вдалося захопити Тір. При цьому «головні правителі Тіра, цар Адземілк» бігли в храм Мелькарта, і Александр помилував їх.
Знахідки тірських монет показують, що Азімілк правив у Тірі до 309 або 308 до н. е., тобто залишався царем і після штурму Тіра.